# Jakub Madej
Jakub Madej (6. června 1868 Ujazd – 2. srpna 1964 Ujazd) byl rakouský politik polské národnosti z Haliče, na počátku 20. století poslanec Říšské rady, v poválečném období poslanec polského Sejmu.

## Biografie
Vychodil čtyři třídy národní školy. Působil jako zemědělec. Dlouhodobě zastával post starosty. Od roku 1907 do roku 1936 zasedal v okresní radě v Jasłu. Byl předsedou rolnického klubu, spořitelny a hasičského sboru. Absolvoval dvouletou službu v rakousko-uherské armádě. Od roku 1898 přispíval do listu Przyjaciel Ludu. V době svého působení v parlamentu je profesně uváděn jako zemědělec v obci Ujazd.
Působil také coby poslanec Říšské rady (celostátního parlamentu Předlitavska), kam usedl ve volbách do Říšské rady roku 1907, konaných poprvé podle všeobecného a rovného volebního práva. Byl zvolen za obvod Halič 49. Mandát obhájil ve volbách do Říšské rady roku 1911.
Uvádí se jako člen Polské lidové strany. Od roku 1903 do roku 1913 zasedal v předsednictvu této strany. Patřil mezi stoupence Jana Stapińského. Po volbách roku 1907 byl na Říšské radě členem poslaneckého Polského klubu, po volbách roku 1911 zasedal v Klubu polské lidové strany.
V roce 1913 po stranickém rozkolu přešel do Polské lidové strany levice. Od roku 1914 do roku 1922 byl členem jejího předsednictva, potom v letech 1922–1923 i výkonného výboru. Během 20. let vstoupil do strany Związek Chłopski, v letech 1926–1928 Stronnictwo Chłopskie, následně opět Związek Chłopski.
Od roku 1919 do roku 1922 zasedal v polském ústavodárném Sejmu. Patřil do poslaneckého klubu Polská lidová strana levice. Znovu byl poslancem Sejmu v období 1928–1930, nyní patřil do poslaneckého klubu Związek Chłopski.